# Zalog pri Kresnicah
Zalog pri Kresnicah – wieś w Słowenii, w gminie Moravče. W 2018 roku liczyła 40 mieszkańców.